# Манджини, Марк
Марк Манджини (англ. Mark Mangini, родился 31 августа 1956 года) — американский звуковой монтажёр, в чьём послужном списке более 125 фильмов. Он является лауреатом двух премий «Оскар»: в 2016 году за лучший звуковой монтаж вместе с Дэвидом Уайтом за их работу над фильмом «Безумный Макс: Дорога ярости» и в 2021 году за лучший звук в фильме «Дюна».
Манджини известен тем, что записал и отредактировал новый звук рёва Льва Лео, льва талисмана MGM (по иронии судьбы, для этого эффекта использовались звуки тигра).
В апреле 2017 года Манджини сотрудничал с Pro Sound Effects для выпуска The Odyssey Collection, созданной на основе его личной звуковой библиотеки, созданной на протяжении всей его карьеры с партнёром Ричардом Л. Андерсоном.
Марк Манджини итальянского происхождения.

## Избранная фильмография
- Звёздный путь: Фильм (1979)
- Последний отсчёт (1980)
- Индиана Джонс: В поисках утраченного ковчега (1981)
- Побег из Нью-Йорка (1981)
- Сорок восемь часов (1982)
- Полтергейст (1982)
- Под огнём (1983)
- Гремлины (1984)
- Звёздный путь IV: Дорога домой (1986)
- Трое мужчин и младенец (1987)
- Внутреннее пространство (1987)
- Звёздный путь V: Последний рубеж (1989)
- Робокоп 2 (1990)
- Гремлины 2: Новенькая партия (1990)
- Красавица и Чудовище (1991)
- Аладдин (1992)
- Крутые виражи (1993)
- Флинтстоуны (1994)
- Король Лев (1994)
- Крепкий орешек 3: Возмездие (1995)
- Пятый элемент (1997)
- Смертельное оружие 4 (1998)
- Город ангелов (1998)
- Зелёная миля (1999)
- Кошки против собак (2001)
- Пришельцы в Америке (2001)
- Че (2008)
- Звёздный путь (2009)
- День святого Валентина (2010)
- Джек — покоритель великанов (2013)
- Безумный Макс: Дорога ярости (2015)
- Бегущий по лезвию 2049 (2017)
- Дюна (2021)

## Номинации на «Оскар»
- 59-я премия «Оскар»: Номинировался за фильм «Звёздный путь IV: Дорога домой». Проиграл фильму «Чужие».[6]
- 65-я премия «Оскар»: Номинировался за мультфильм «Аладдин». Проиграл фильму «Дракула».[7]
- 70-я премия «Оскар»: Номинировался за фильм «Пятый элемент». Проиграл фильму «Титаник».[8]
- 88-я премия «Оскар»: Выиграл за фильм «Безумный Макс: Дорога ярости».[9]
- 90-я премия «Оскар»: Номинировался за фильм «Бегущий по лезвию 2049». Проиграл фильму «Дюнкерк».[10]
- 94-я премия «Оскар»: Выиграл за фильм «Дюна».[11]